# Doris Leuthardová
Doris Leuthardová (* 10. duben 1963 Merenschwand, kanton Aargau, Švýcarsko) je švýcarská právnička a politička. Jako členka spolkové rady (vlády) Švýcarska (od 1. srpna 2006) byla zvolena viceprezidentkou Švýcarska pro rok 2009 a prezidentkou pro rok 2010 a 2017. Je členkou Křesťanské lidové strany (CVP), umístěné zhruba uprostřed politického spektra.

## Život
Od roku 1999 do 2006 byla poslankyní Národní rady (velká komora švýcarského parlamentu), od 2004 do 2006 prezidentkou své politické strany CVP. Ve vládě byla zprvu ministryní národního hospodářství, od 1. listopadu 2010 převzala ministerstvo životního prostředí, dopravy, energie a komunikací.
Mezi jejími významnými úlohami ve funkci prezidentky se nacházejí mj. ne vždy jednoduchá vyjednávání mající zajistit co nejlepší integraci Švýcarska v prostoru Evropské unie, jejímž Švýcarsko není členem.
Je dcerou bývalého obecního písaře v Merenschwandu a poslance parlamentu kantonu Aargau. Ona sama vystudovala práva na universitě v Curychu a v roce 1991 získala advokátský patent.